# Gabriela Teplická
Gabriela Teplická (roz. Šedivá; * 1980, Poprad) je slovenská dokumentární fotografka. Je členkou Asociace profesionálních fotografů ČR (APSFR) a Fotoklubu Galanta.

## Tvorba

### Dlouhodobý dokumentární projektMY
Dlouhodobý dokumentární projekt, který odkrývá nejsilnější příběhy těch nejbližších.
- Matka, která se stará o svou sestru s downovým syndromem.
- Syn, který jako 10letý daroval své vlasy onkologickým pacientům na výrobu paruky.
- Dcera, která svou silnou osobnost podtrhla vystříháním se dohola.
- Muž, který drží a ochraňuje prostor celé rodiny.
- Gabriela, která prostřednictvím fotografie odhaluje a zprostředkovává sílu své rodiny.

### Dlouhodobý dokumentární projektKruhy

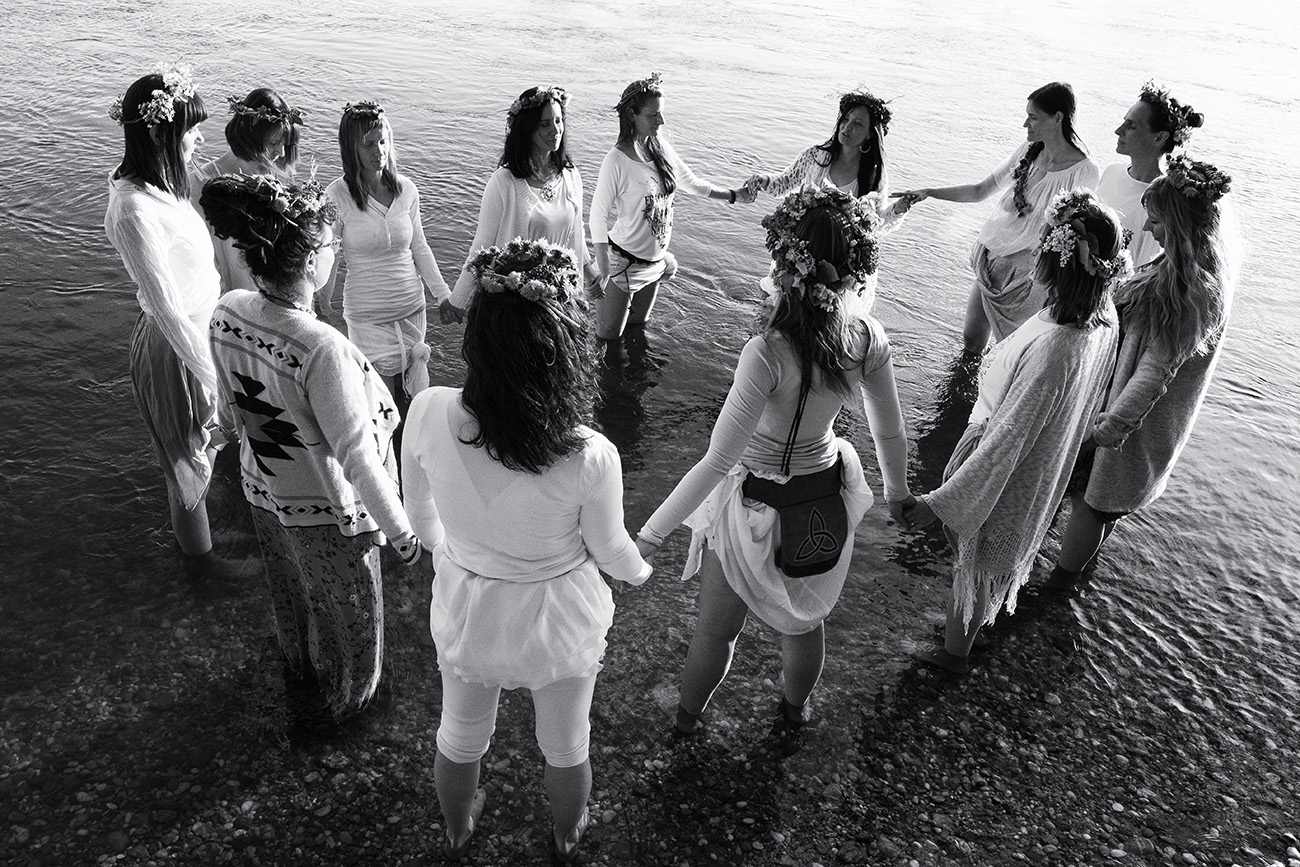
Kněžky v kruhu ve vodě

Prostřednictvím fotografií přináší něco nového, nepoznaného a také možnost, že se naše životní situace dají zažít i jinak, než jsou ty konvenční. Že je můžeme učinit přítomnými a uvědomělými.
Nahlédnutím do tohoto světa ho lidé nebudou považovat za čarodějnictví.
Chce lidem ukázat, aby se nebáli, zkoumali, byli nuceni zabývat se věcmi, které nejsou běžné a které neznají, a aby neodmítaly a neodsuzovaly tuto možnost vědomého přechodu.

## Osobní život
S manželem Petrem Teplickým žijí v Jánovcích u Sence, mají syna Petra a dceru Annu.

## Výstavy
- 2019: Slovak Press Photo – SND
- 2019: ZOS Senica
- 2019: Fotoklub Galanta
- 2020: Renesanční zámek Galanta
- 2021: Galerie 7 AS Trnava
- 2021: Galerie Svatoplukova 29 Bratislava
- 2021: Fotogalerie Trafačka Nitra
- 2022: Městský úřad Galanta
- 2022: Renesanční zámek Galanta

### Samostatné výstavy
- 2021: Neogotický zámeček Galanta
- 2021: X-Foto Gallery Praha
- 2021: Galerie Svatoplukova 29 Bratislava

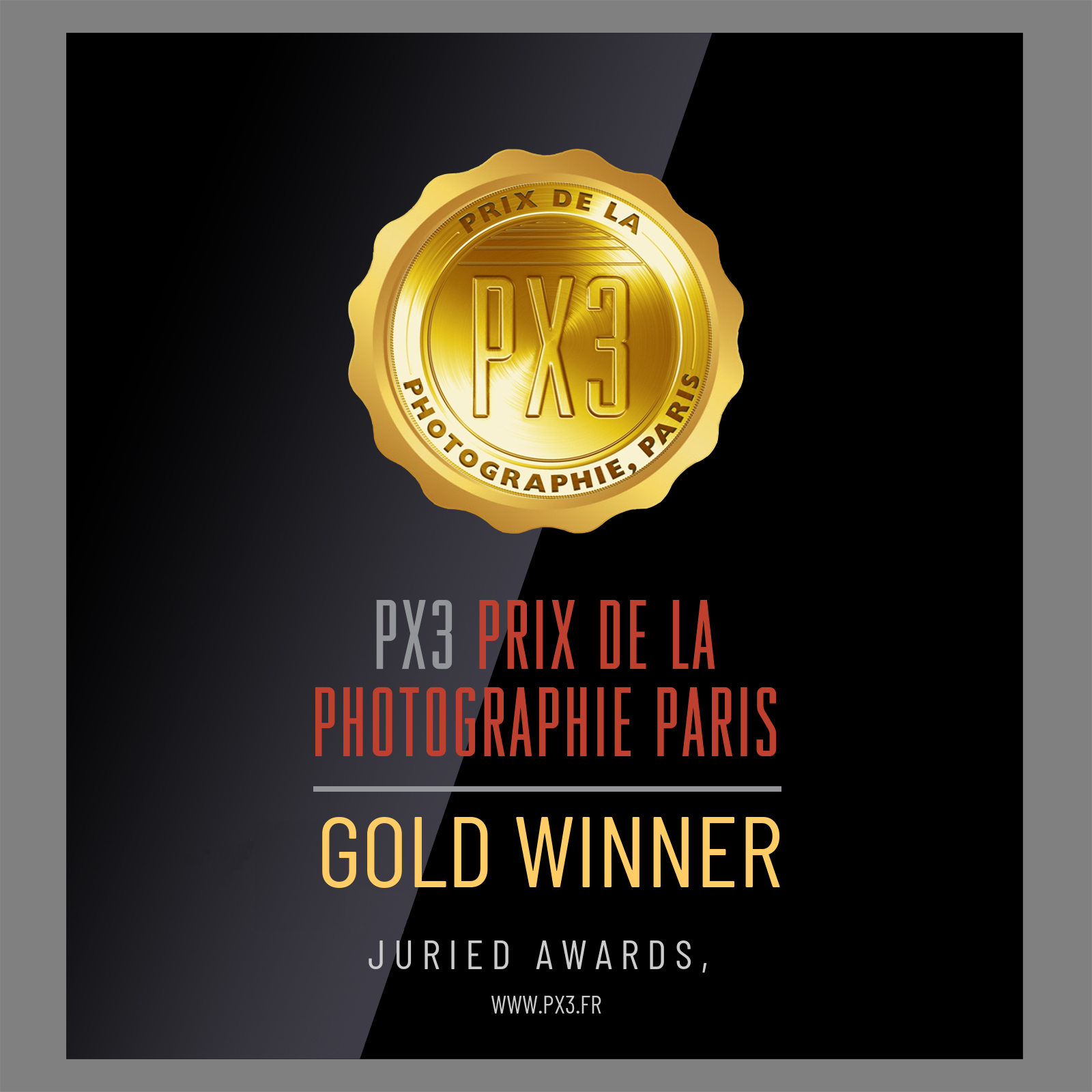
Prix De La Photographie Paris

- 2022: DK Modra
- 2022: FOCESA – Šaľa
- 2022: SOS Banská Bystrica
- 2022: MsKS Senec[7]

## Ocenění
- 2018: Slovak Press Photo 2018, 1. místo[8]
- 2021: Tokyo International Foto Awards (TIFA) 2021, 1. místo za publikaci My[9]
- 2021: The Prix de la Photographie Paris 2021, 1. místo[10]
- 2021: Budapest International Foto Award (BIFA) 2021, 1. místo za publikaci My[11]
- 2021: International Photography Awards 2021, 2. místo[12]
- 2022: FEP European Photo Book Award 2022 za publikaci My[13]
- 2022: International Photography Awards 2022, 2. místo[14]